# Jedomělice
Jedomělice là một làng thuộc huyện Kladno, vùng Středočeský, Cộng hòa Séc.